# Terremoto de Angol de 1975
El Terremoto de Angol de 1975  fue un sismo registrado el día 10 de mayo de 1975 a las 10:28 (hora local). Su epicentro se localizó en la Cordillera de Nahuelbuta, en la comuna de Contulmo, actual Región del Biobío.
El 10 de mayo de 1975, a las 10:28 hrs, un sismo de magnitud 7,8 cuyo epicentro se localizó en la zona de Angol, en el contacto de la Cordillera de Nahuelbutacon la depresión intermedia, produciendo nuevamente daños significativos en la región. El foco estuvo a más de 30 km de profundidad. El sismo afectó a 17 provincias siendo las ciudades de Arauco y Angol las más afectadas y con gran intensidad se percibió en Concepción y Traiguén. El sismo tuvo precursores a las 6:45 y 8:16 y después sucedieron numerosas réplicas de magnitud 5 Richter.
Las comunicaciones estuvieron cortadas durante 50 minutos. En Cañete y Contulmo quedaron más de 30 casas inhabitables y más del 15% de las edificaciones restantes sufrieron daños. En Angol el 20% de las edificaciones que habían resistido el Terremoto de 1949 se vinieron abajo. En Concepción se percibió como una brusca sacudida en dirección este-oeste. El techo de la Iglesia Adventista se hundió 25 cm y entre las calles Lautaro y Las Heras, se desmoronó parte de una pared de ladrillo.